# French Kiwi Juice

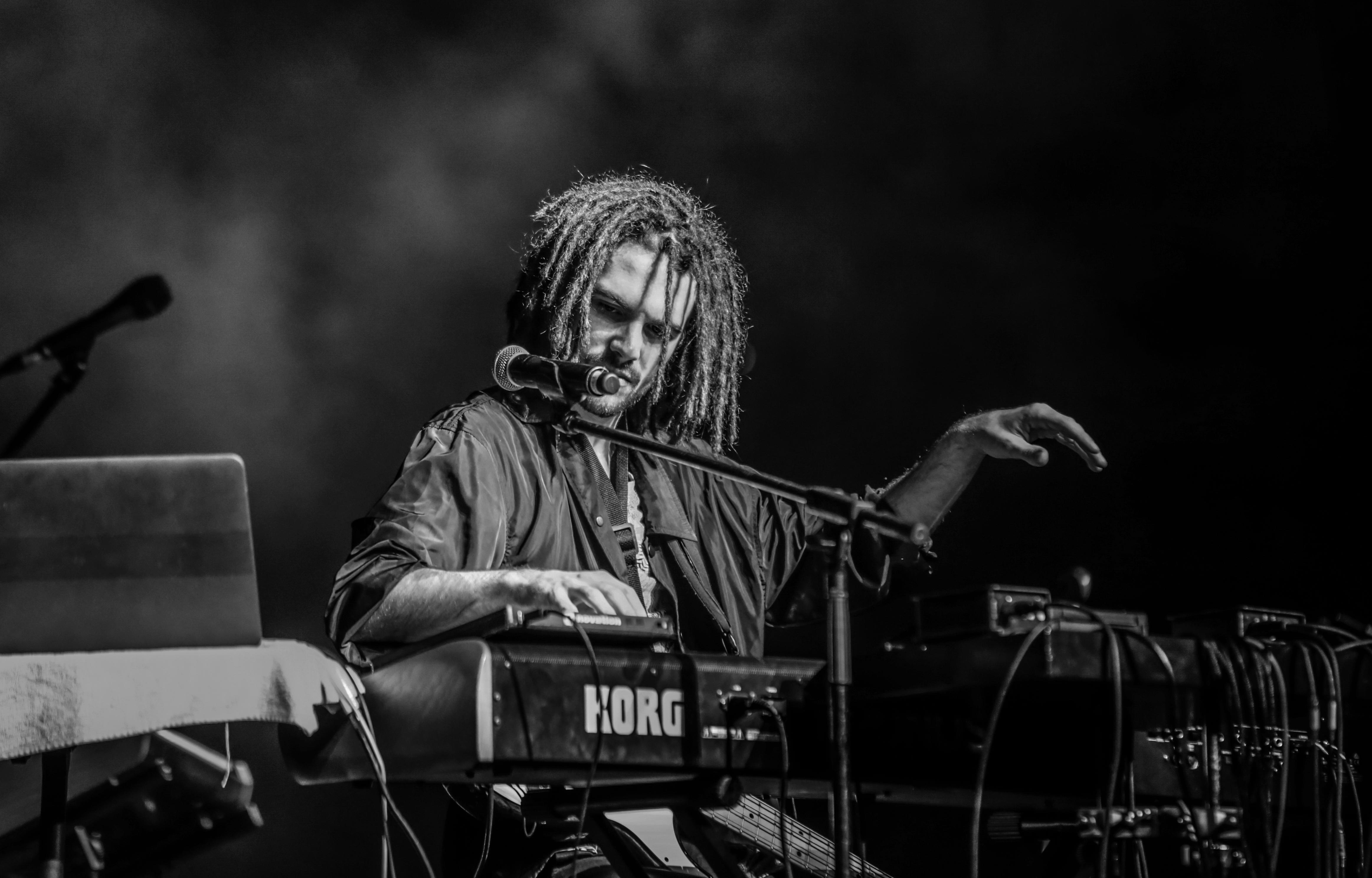
FKJ tocando en Pune, India (diciembre de 2018)

Vincent Fenton (Tours, 1990), conocido profesionalmente como French Kiwi Juice (abrv. FKJ, estilizado como Fkj), es un compositor, músico multiinstrumentista y cantante francés, reconocido por sus actuaciones en vivo como solista, remezclando instrumentos analógicos como guitarra, teclado o saxofón con sintetizadores y Ableton Live. Su álbum debut, French Kiwi Juice, fue lanzado el 3 de marzo de 2017.
Su estilo musical es relajado, marcado por la languidez, con influencias del funk, el jazz, soul y la música electrónica. Fkj ha participado en varios festivales de música: Coachella, Euphoria, CRSSD, Lollapalooza y Lightning in a Bottle.

## Carrera
Fkj ha sido descrito como «pionero» y «un abanderados» del género 'New French House'. Originalmente se formó en ingeniería de sonido para cine en una escuela de cine.
Fkj alcanzó una significativa atención pública en 2017, tras la publicación de la canción Tadow de Masego, en la que aportó el teclado y el saxofón, y luego además, la publicación en video de la grabación en estudio de esta canción, la cual surgió a partir de improvisaciones entre Fkj y Masego, una jam session que tuvo lugar justo un día después de que ambos músicos se conocieran. En abril de ese mismo año, Fkj anunció que se presentaría en el Festival de Música y Artes de Coachella Valley en el escenario Do Lab.
En febrero de 2019 actuó para Cercle Music desde el extenso salar de Uyuni, en Bolivia, cuya retransmisión alcanzó las 22 millones de visualizaciones en YouTube.

## Vida personal
Fkj nació el 26 de marzo de 1990 en la villa de Vouvray, cercana a Turs, centro de Francia, de madre francesa y padre neozelandés. Desde muy joven, se sumergió en la música gracias a la extensa biblioteca de sus padres, incluyendo «rock inglés como Queen, Pink Floyd, The Police... rock de los 70 como Led Zeppelin... algo de jazz como Nina Simone, Billie Holiday, Miles Davis... un poco de música francesa, pero no demasiado, como Serge Gainsbourg».
En marzo de 2019, Fkj se casó con la artista filipino-estadounidense June Marieezy, con quien había colaborado previamente para la canción Vibin 'Out (2017).

## Discografía

### Álbumes de estudio
| Título            | Detalles del álbum        | Detalles del álbum | Detalles del álbum |
| Título            | Fecha de lanzamiento      | Sello              | Formato            |
| ----------------- | ------------------------- | ------------------ | ------------------ |
| French Kiwi Juice | 3 de marzo de 2017 (US)   | Roche Musique      | CD                 |
| Just Piano        | 13 de agosto de 2021 (US) | Mom + Pop          | Descarga           |
| Vincent           | 10 de junio de 2022 (US)  | Mom + Pop Music    | Descarga           |

### EP
| Título         | Detalles                | Detalles  | Detalles                           |
| Título         | Fecha de lanzamiento    | Sello     | Formato                            |
| -------------- | ----------------------- | --------- | ---------------------------------- |
| Ylang Ylang EP | 12 de noviembre de 2019 | Mom + Pop | CD {\displaystyle \cdot } Descarga |

### Sencillos
| Título  | Detalles             | Detalles  | Detalles                           |
| Título  | Fecha de lanzamiento | Sello     | Formato                            |
| ------- | -------------------- | --------- | ---------------------------------- |
| Greener | 7 de abril de 2022   | Mom + Pop | CD {\displaystyle \cdot } Descarga |